# Triad (U-Boot)
HMS Triad (Kennung: N53) war ein U-Boot der britischen Royal Navy. Das Boot wurde im Zweiten Weltkrieg eingesetzt und ging am 15. Oktober 1940 im Mittelmeer verloren.

## Einsatzgeschichte
Bei Kriegsbeginn wurde das U-Boot ebenso wie seine Schwesterboote in der Nordsee eingesetzt. Während der deutschen Invasion in Nordeuropa gelang am 11. April 1940 der erste Kampferfolg, als südlich des Oslofjordes bei 58° 30′ N, 10° 35′ O der deutsche Truppentransporter Ionia (3102 BRT) torpediert und versenkt wurde. Am 19. April 1940 griff das Boot südlich des Oslofjordes bei 58° 18′ N, 10° 48′ O das deutsche Versuchsboot Nautilus mit vier Torpedos an, wobei der Kommandant das Schnellbootbegleitschiff Tsingtau vor sich zu haben glaubte. Alle vier Torpedos verfehlten ihr Ziel.
Am 9. Oktober 1940 verließ die Triad ihre Basis auf der belagerten Mittelmeerinsel Malta zu ihrer letzten Feindfahrt. Sechs Tage später wurde sie südlich des Golfs von Tarent bei 38° 16′ N, 17° 37′ O von dem italienischen U-Boot Enrico Toti torpediert und versenkt. Es gab keine Überlebenden.

## Kommandanten
- Lt.Cdr. Ronald McClellan Powning Jonas (2. April 1939 – 27. Februar 1940)[5]
- Lt.Cdr. Eric Roland John Oddie (27. Februar 1940 – 15. August 1940)[6]
- Lt.Cdr. George Stevenson Salt (15. August 1940 - † 15. Oktober 1940)[7]